# Мокшиця-Велика
Мокшиця-Велика (пол. Mokrzyca Wielka, нім. Groß Mokratz) — село в Польщі, у гміні Волін Каменського повіту Західнопоморського воєводства.
Населення — 124 особи (2011).

## Демографія
Демографічна структура станом на 31 березня 2011 року:
|          | Загалом | Допрацездатний вік | Працездатний вік | Постпрацездатний вік |
| -------- | ------- | ------------------ | ---------------- | -------------------- |
| Чоловіки | 64      | 17                 | 41               | 6                    |
| Жінки    | 60      | 12                 | 39               | 9                    |
| Разом    | 124     | 29                 | 80               | 15                   |